# Burg Cvilín
Die Ruine der Burg Cvilín, auch Šelenburk  bzw. Lobenštejn (deutsch Schellenburg, auch Burg Lobenstein) befindet sich in Krnov (Jägerndorf) in der Nähe der Gemeinde Úvalno (Lobenstein) im Okres Bruntál in Tschechien auf der Rückseite des Burgbergs (Cvilin). Seit 1958 steht die Ruine unter Denkmalschutz als Kulturdenkmal der Tschechischen Republik.

## Geschichte
Wegen seiner günstigen Lage auf dem steilen Burgberg nördlich des Dorfes Lobenstein (Úvalna) befand sich hier schon in der Steinzeit eine Befestigung, deren Erdwälle noch heute erhalten sind.
Die Höhenburg wurde im 13. Jahrhundert erbaut. Erstmals erwähnt wurde die Burg 1253 in der Stiftungsurkunde bei der Lokation von Horní Benešov (Benisch). In der zweiten Hälfte des 13. Jahrhunderts gehörte die Burg denen von Lobenstein.
Im Jahr 1284 gelangte die Burg Herzog Nikolaus I. von Troppau. Bei der Teilung des Herzogtums Troppau im Jahr 1377 fiel sie dem Herzog Johann I. zu. Anschließend hatte die Burg mehrere Besitzer, bevor sie 1474 im Ungarisch-böhmischen Krieg um die Vorherrschaft in Böhmen von Matthias Corvinus beschädigt wurde.
Die Burg verfiel daraufhin und wurde erst im 16. Jahrhundert von Georg von Schellenburg wiederhergestellt, der 1506 das Herzogtum Jägerndorf übernahm. Georg verkaufte das Schloss 1523 an Markgraf Georg den Frommen, der die Burg restaurierte und eine neue Residenz im Renaissancestil erbauen ließ.
Nach dem Dreißigjährigen Krieg wurde die Burg endgültig aufgegeben und verfiel.

## Burganlage
Das frühgotische Fundament von annähernd quadratischem Grundriss prägte den Burgcharakter. Innerhalb der quadratischen Umfassungsmauer befanden sich Wohngebäude, in der südwestlichen Ecke ein massiver zylindrischer Turm, neben dem der Eingang zur Burg führte. Auf der gegenüberliegenden Seite des Hofes, an der Nordwestwand, befand sich wahrscheinlich die ältere Burg, von der nur der Keller erhalten blieb. Der Burgwall ist teilweise prähistorischen Ursprungs.